# 赵荫华
赵荫华（1919年7月—2017年9月13日），河南省长葛县（现长葛市）人，中华人民共和国政治人物。

## 生平
1937年参加革命工作，1938年3月，加入中国共产党。抗日战争时期，1939年7月，成立中共山西平陆县委，他担任平陆县委书记；之后历任江苏涟水县委书记。1945年8月，新四军收复广德县城，并在次月成立中共广德县委，他出任安徽广德县委书记。1946年4月，担任山东胶东区平东县委书记兼政委，中原局行军干部队总队长、副政委，郏县县委副书记。1949年8月，任湖南邵阳地委副书记，湖南湘潭电机厂党委书记兼厂长。1958年，毕业于清华大学电机系，毕业后担任黑龙江省哈尔滨电机厂厂长、党委书记。1961年7月起历任国家经济委员会企业管理局局长，国家计划革命委员会生产组副组长兼生产办公室主任。1978年6月，任国家经济委员会委员兼企业管理局局长。1980年8月任中华人民共和国国家经济贸易委员会副主任。1983年1月，任国家经济委员会基层政治工作办公室主任。1995年7月离休。2017年9月13日，因病在北京逝世，享年98岁。